# Cratere Pizzetti
Pizzetti è un cratere lunare di 53,47 km situato nella parte sud-occidentale della faccia nascosta della Luna.